# Georges Vigarello
Georges Vigarello, né le 16 juin 1941 à Monaco, est un historien français spécialiste de l'histoire de l'hygiène, de la santé, des pratiques corporelles et des représentations du corps. Il est directeur d'études à l'École des hautes études en sciences sociales et codirecteur du centre Edgar-Morin.

## Parcours
Georges Vigarello est élève à l’ENSEP de 1960 à 1963, il est diplômé en éducation physique (CAPEPS) en 1963 et agrégé de philosophie en 1969.
Il soutient une thèse de doctorat d’État ès lettres en 1977 « Le corps redressé, culture et pédagogie », devant un jury composé de Georges Snyders (directeur), Viviane Isambert-Jamati, Michel Bernard, Georges Canguilhem, François Dagognet, et Jacques Ulmann, et obtient la mention très honorable.

### Carrière universitaire
- Professeur d’EPS au lycée Michelet, Vanves, 1965-1969.
- Professeur à l’INSEP (sciences humaines), 1969-1979 (Directeur du centre de recherche d’histoire du sport de 1975 à 1979).
- Professeur à l’université de Paris VIII en sciences de l’éducation 1979-1986.
- Professeur à l’université de Paris V en sciences de l’éducation, 1986-2007.
- Chargé de conférence à l’EHESS, 1987-1991 (Thème du séminaire : « Corps, pratiques et représentations »).
- Directeur d’Études cumulant à l’École des hautes études en sciences sociales, 1993-2007. Titre de la chaire : « Histoire des politiques corporelles ».
- Co-directeur du CETSAH (centre d’études transdisciplinaire de sociologie, d’anthropologie et d’histoire), laboratoire EHESS associé au CNRS, en cours de fusion dans un ensemble plus vaste (Institut interdisciplinaire d’anthropologie du contemporain, IIAC).
- Membre de l’Institut Universitaire de France, 2001-2006.

## Diffusion des recherches
- Dans un entretien de 2006 avec Bernard Andrieu, Vigarello évoque les quatre obstacles qui s’opposent au fait d’écrire sur le corps[2] : 
  - décrire rigoureusement une dynamique mobilisant plusieurs membres ;
  - restituer l’expressivité physique ;
  - retranscrire le dedans et l’interne ;
  - donner une explication technique rendant compte précisément de tous les mécanismes corporels.
- En 2017, il intervient dans l'émission Secrets d'Histoire consacrée à Marguerite de Valois, intitulée La légende noire de la reine Margot diffusée le 29 juin 2017 sur France 2[3].

## Travaux
Georges Vigarello s'est en premier lieu fait connaître pour ses travaux sur l'histoire et la philosophie du sport, en publiant en 1978 Le Corps redressé. La thèse qu'y défend Vigarello est que le corps témoigne historiquement d'une emprise du pouvoir différente en fonction des époques. Notamment, l'apparition du sport dans les sociétés modernes au XIXe siècle montre un relâchement de la contrainte par rapport aux gymnastiques des siècles précédents, mais qui n'est qu'apparente, puisque le pouvoir continue à prendre prise sur les corps et les âmes d'une façon plus souple.
Les titres de ses ouvrages portent la marque de ses préoccupations : le corps avec ses normes et les pratiques destinées à l’embellir, à l’entretenir (Histoire des pratiques de santé - Le sain et le malsain, santé et mieux-être depuis le Moyen Âge) mais aussi le corps susceptible d’être agressé (violence et viol avec Histoire du viol, XVIe – XXe siècles).
Georges Vigarello offre également une vision historique et donc évolutive du corps et de ses représentations, des pratiques et techniques physiques, de l’hygiène (Le Propre et le Sale - L’hygiène du corps depuis le Moyen Âge et de la santé).
À l’heure des Jeux olympiques, les titres de plusieurs de ses ouvrages (Du jeu ancien au show sportif, la naissance d’un mythe, Le Spectacle du sport, Le Sport, la triche et le mythe) interpellent les observateurs du sport et des médias.
L’ensemble du travail de Georges Vigarello porte sur l’histoire des représentations et pratiques du corps. Il obéit à un projet bien particulier : montrer combien ces représentations et pratiques révèlent, dans leurs trajets historiques, des changements majeurs de culture sinon de société. Trois préoccupations, plus particulièrement, sont à relever :
- une attention aux déplacements des seuils de sensibilité dans l’histoire : ceux permettant de qualifier les normes de l’attitude physique (Le Corps redressé, 1978), ceux permettant de qualifier les normes du dégoût physique (Le Propre et le sale, 1985), ou de qualifier celles du mieux être et du mal être physiques (Le Sain et le malsain, 1993), ou de qualifier encore celles de la violence (Histoire du viol, 1998), ou de qualifier encore ceux de l’excitation et de l’investissement dans une pratique physique (Passion sport, histoire d’une culture, 2000).
- une attention aux déplacements des représentations du corps : celles désignant les apparences physiques (histoire de la beauté, 2004), celles désignant les intériorités organiques (histoire des sens internes), l’imaginaire des surfaces comme l’imaginaire des fonctionnements corporels. Une des hypothèses étant ici que les recherches aujourd’hui classiques sur l’« image du corps » peuvent être exploitées en histoire ;
- une attention aux déplacements des économies et des techniques entourant le corps : dispositifs relationnels, sociabilité des apparences et des tenues, aménagement des lieux, aménagement des flux, influences « extérieures » les plus diverses, réelles ou supposées[5].

## Publications
- Le Corps redressé, Paris, éditions Jean-Pierre Delarge, 1978, [réédition aux éditions du Félin, 2018, 448 p.  (ISBN 978-2-86-645869-0)
- Le Propre et le Sale : L'hygiène du corps depuis le Moyen Âge, Paris, éditions du Seuil, coll. « L'Univers historique », 1987, 288 p.  (ISBN 978-2-02-008634-9)
- Techniques d'hier… et d'aujourd'hui, Paris, Revue EPS, éditions Robert Laffont, coll. « Une histoire culturelle du sport », 1988, 210 p. (ISBN 2-221-05540-3)
- Le sain et le malsain : santé et mieux-être depuis le Moyen-Âge, Paris, Seuil, 1993, 250 p. (ISBN 2-02-020113-5), republié et amplifié en Points Seuil en 1999 sous le titre : Histoire des pratiques de santé : le sain et le malsain depuis le Moyen Âge  (ISBN 2-02-037123-5)

- Passion sport : Histoire d'une culture, Paris, éditions Textuel, 1999, 191 p.  (ISBN 978-2-84597-005-2)
- Georges Vigarello, Histoire du viol : XVIe – XXe siècles, Paris, éditions du Seuil, coll. « Points Histoire » (no H270), 2000 (1re éd. 1998), 364 p. (ISBN 978-2-02-040364-1)
- Du jeu ancien au show sportif. La naissance d'un mythe, Paris, éditions du Seuil, coll. « La Couleur des idées », 2002, 240 p.  (ISBN 978-2-02-053038-5)
- Histoire de la beauté : Le corps et l'art d'embellir de la Renaissance à nos jours, Paris, éditions du Seuil, coll. « Histoire de la France politique », 2004, 320 p.  (ISBN 978-2-02-039727-8)
- Les Métamorphoses du gras : histoire de l'obésité du Moyen Âge au XXe siècle, Paris, éditions du Seuil, coll. « L'univers historique », 2010, 362 p.  (ISBN 978-2-02-089893-5)
- La Silhouette, du XVIIIe siècle à nos jours : naissance d'un défi, Paris, éditions du Seuil, coll. « Albums », 2012, 157 p.,  (ISBN 978-2-02-106150-5)
- Le Sentiment de soi. Histoire de la perception du corps. (XVIe – XXe siècles), Paris, éditions du Seuil, coll. « L'Univers historique », 2014, 324 p.  (ISBN 978-2-02-089894-2)
- La Robe. Une histoire culturelle, du Moyen Âge à aujourd'hui, éditions du Seuil, 2017, 216 p.
- Histoire de la fatigue : du Moyen-Âge à nos jours[6], éditions du Seuil, 2020
- Une histoire des lointains: Entre réel et imaginaire, éditions du Seuil, 2022

### Articles
- « Le sport dopé » in Le Sport, la triche et le mythe, Paris, revue Esprit, janvier 1999  (ISSN 0014-0759)
- Ciencia do trabalho e imaginario do corpo, Tecnologia cotidiano e poder, Sao-Paulo, n° 34, janeiro 2007[7]
- L’invisibilité du dopage, Sciences humaines, fév. 2007 (https://www.scienceshumaines.com/l-invisibilite-du-dopage_fr_15338.html)
- Ce monde où l’on court, Esprit, nov. 2007[8]
- L’esprit du temps, avec Claudine Haroche, Communications, Edgar Morin, Plans rapprochés, 2008, n° 82[9]
- Enjeux et limites des performances, avec Sylvie Roques, Communications, Théâtres d’aujourd’hui, 2008, n° 83[10]
- Théorie, concepts et politique avant et après 68, avec Michel Foessel, Frédéric Keck, Jean-Claude Monod, Pierre Zaoui, Esprit, mai 2008[11]
- La religion des temps modernes, Les collections de l’Histoire, Les Jeux Olympiques d’Athènes à Pékin, Juillet 2008[12]
- Corps, beauté, sexualité, Sciences Humaines, Hors série, Paroles d’historiens, n° 13, déc. 2008, p. 40-43[13]
- La mer et le renouvellement des valeurs à la bascule du XXe siècle, Revue de la bibliothèque nationale de France, n° 32, 2009, p. 5-9[14]
- Devant l’écran et dans les flux, éléments pour une histoire du corps dans la culture technologique, Esprit, mars-avril 2009, p. 154-162[15]
- Corps pensé, corps soigné, Textes et Documents pour la Classe, TDC, Revue du CNDP, 15 oct 2009, p. 6-13
- L’obésité, mal identitaire, mal sournois, Esprit, fév. 2010, p. 14-23[16]
- Choléra, hygiène et urbanisme, La Documentation française, n° 971, av. 2010, La gestion des crises sanitaires, p. 36-39
- Le livre, un patrimoine méconnu, avec M. Bouvier, R. Chartier, J. Viardot, Esprit, mai 2011, p. 137-156[17]
- Violence sexuelle et mutations culturelles, Esprit, juillet 2011, p. 6-12[18]
- De Quincey, mangeur d’opium, L’Histoire, nov. 2011, p. 36-37
- Obésité infantile : nouvelle épidémie, nouvelles interrogations, Carrefours de l’éducation, janv.-juin 2011
- Le défi actuel de l’apparence, une tragédie ? Communications, nov. 2012, n° 91, p. 191-197[19]
- Y a-t-il une histoire du corps intime ? Identités à la dérive, éd. Parenthèses, 2012, p. 317-332
- Le propre et le sale, les représentations occidentales du corps et de l’eau, La Dispute, 2012, p. 41-56
- Avec Alain Corbin, « Entretien avec Alain Corbin », Perspective, 1 | 2018, 71-86 [mis en ligne le 31 décembre 2018, consulté le 07 février 2022. URL : http://journals.openedition.org/perspective/9187 ; DOI : https://doi.org/10.4000/perspective.9187].

### En collaboration
- Avec Olivier Mongin, Sarkozy : Corps et âme d'un président, Paris, Librairie académique Perrin, 2008, 104 p.  (ISBN 978-2-262-02812-1)
- Avec Gilles Boëtsch, David Le Breton, Nadine Pomarède et Bernard Andrieu, La Belle Apparence, Paris, CNRS Éditions, coll. « Hors collection », 2010, 356 p.  (ISBN 978-2-271-07109-5)
- Avec Alain Corbin et Jean-Jacques Courtine, Histoire du corps, Paris, éditions du Seuil, coll. « Points Histoire », 2011
  - tome 1, De la Renaissance aux Lumières, 624 p.  (ISBN 978-2-02-022452-9)
  - tome 2, De la Révolution à la grande guerre, 480 p.  (ISBN 978-2-7578-2549-5)
  - tome 3, XXe siècle. Les Mutations du regard, 576 p.  (ISBN 978-2-7578-2550-1)
- Avec Alain Corbin et Jean-Jacques Courtine, Histoire de la virilité, Paris, éditions du Seuil, coll. « L'Univers historique », 2011
  - tome 1, De l'Antiquité aux lumières. L'invention de la virilité, 577 p.  (ISBN 978-2-02-098067-8)[20]
  - tome 2, Le Triomphe de la virilité, Le XIXe siècle, 493 p.  (ISBN 978-2-02-098068-5)
  - tome 3, La Virilité en crise ? Les XXe – XXIe siècles, 566 p.  (ISBN 978-2-02-098069-2)
- Avec Alain Corbin et Jean-Jacques Courtine, Histoire des émotions, Paris, éditions du Seuil, 2016
  - tome 1, De l'Antiquité aux Lumières, 550 p.
  - tome 2, Des Lumières à la fin du XIXe siècle, 478 p.
  - tome 3, De la fin du XIXe siècle à nos jours, 620 p.
- Avec Yann Descamps, Le sport dans l'art, Paris, Citadelles & Mazenod, 2024, 400 p. (ISBN 978-2-38611-001-6)

## Distinctions
- 1988 : Prix de technique et de pédagogie sportives[21]
- 1997 : Prix Scritture d'aqua (Arts et sciences de la ville de Parme, Italie)[22]
- 1998 : Prix Malesherbes (Histoire de la justice)[22]
- 2000 : Prix du Beau Livre de l'Association des Écrivains Sportifs, pour Passion sport : Histoire d'une culture (Textuel)[23]
- 2005 : Prix Biguet, académie française, pour Histoire de la beauté (Seuil)
- 2007 : Docteur honoris causa  de l'Université de Montréal[24]
- 2012 : Docteur honoris causa de l'université de Lausanne[25]
- 2017 :  Chevalier de l'ordre du Mérite culturel de Monaco[26]
- 2021 : Président de la 32e édition du Festival international de géographie dont le thème annuel est en 2021 : « Corps »[27].
- 2023 : Grand prix Gobert, Académie française, pour Histoire des lointains entre réel et imaginaire, et l'ensemble de l’œuvre[28]
- 2024 : Prix Pierre de Coubertin, remis tous les quatre ans par l'Association des écrivains sportifs pour « couronne une femme ou un homme dont l’œuvre littéraire ou artistique, l’action sociale ou politique a servi l’esprit olympique »[29]